# IHF Super Globe de 2013
O IHF Super Globe de 2013 foi a sétima edição do torneio de clubes continentais, sediado em Doha, Qatar, entre os dias 25 a 30 de agosto no Al-Gharafa Sports Club Hall.
O Barcelona FC foi o campeão ao vencer o HSV Hamburg por 27-25 na final.

## Edição 2013
Oito times participantes:
- Sydney University
- HC Taubaté
- HSV Hamburg
- Al Rayyan
- Al Sadd
- El Jaish
- FC Barcelona (no lugar do Atlético Madrid)
- Étoile du Sahel

## Classificação final
| 1 | FC Barcelona      |
| 2 | HSV Hamburg       |
| 3 | El Jaish          |
| 4 | Étoile du Sahel   |
| 5 | Al Rayyan         |
| 6 | HC Taubaté        |
| 7 | Al Sadd           |
| 8 | Sydney University |